# Set Free
Set Free – drugi minialbum Patti Smith, wydany w 1978 roku przez Arista Records.

## Lista utworów
1. "Privilege (Set Me Free)" (Mel London, Mike Leander, Psalm 23) – 3:27
2. "Ask the Angels" (Smith, Ivan Kral) – 3:07
3. "25th Floor" (Live in Paris, Easter Sunday 1978) (Smith, Kral) – 5:15
4. "Babel Field" (Live in London, 28 February 1978) (Smith) – 5:45

## Skład
- Patti Smith – wokal, gitara
- Lenny Kaye – gitara
- Jay Dee Daugherty – perkusja
- Ivan Kral – gitara basowa
- Richard Sohl – instrumenty klawiszowe
- Bruce Brody – instrumenty klawiszowe